# Via Aurelia

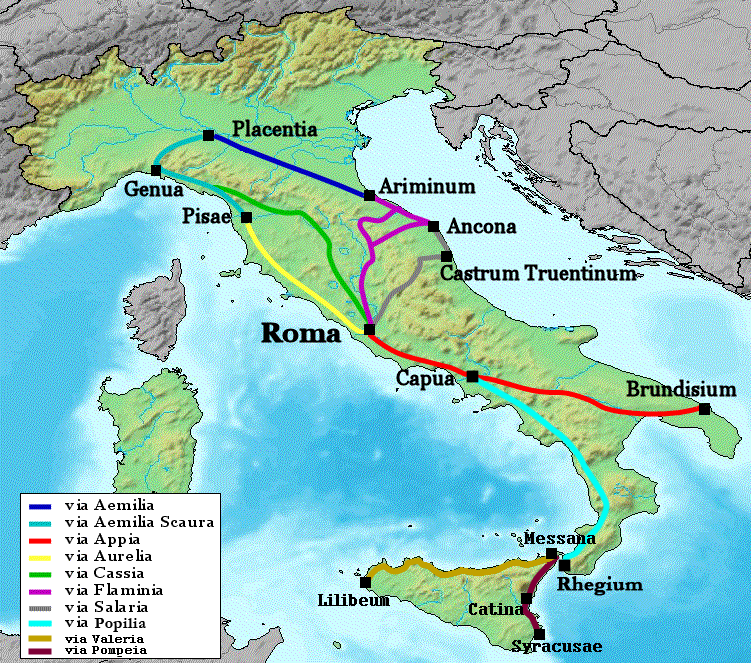
Fontos római utak, a Via Aurelia sárga színnel

A Via Aurelia az a fontos út volt az ókorban, amely a Porta Aureliánál hagyta el Rómát, a mai Palidorótól valamivel délkeletre érte el a tengerpartot és aztán vele párhuzamosan futott északra Vada Volaterrana irányában. Ott a Via Aemilia folytatta az utat Genua felé.
Más ókori utak, amelyek Rómából indultak: Via Appia (dél felé), Via Cassia (a mai Toszkána felé), Via Flaminia (Ariminum felé), Via Salaria (a mai Adriai-tenger felé).   